# Élection du secrétaire général des Nations unies en 2016
L'Élection du secrétaire général des Nations unies en 2016, est une élection qui a eu lieu fin 2016 et qui avait pour but d'élire un successeur à Ban Ki-moon, secrétaire général des Nations unies depuis 1er janvier 2007 et dont le mandat s'est terminé le 31 décembre 2016.

## Élection
Historiquement, le secrétaire général est nommé par l'Assemblée générale des Nations unies sur recommandation du Conseil de sécurité. Les membres permanents que sont le Royaume-Uni, la Chine, les États-Unis, la Russie et la France peuvent utiliser leur droit de veto pour empêcher la nomination d'un candidat et les tractations sont le plus souvent secrètes.
Mais l'Assemblée générale a adopté en septembre 2015 une résolution demandant que les candidats se déclarent ouvertement et communiquent leur CV et leur conception du poste aux 193 États membres, afin que le processus soit plus transparent.
La durée de son mandat est de 5 ans renouvelable (un nombre limite de renouvellement n'a cependant pas été fixé). Jusqu'à présent, à l'exception de Boutros Boutros-Ghali qui n'a effectué qu'un seul mandat, tous les secrétaires généraux ont vu leur mandat renouvelé une fois.

## Rôle
Le secrétaire général doit être le plus indépendant possible, c'est pourquoi la pratique veut que la nationalité des différents secrétaires généraux ne soit jamais celle d'un État membre permanent au Conseil de sécurité.
La Charte des Nations unies dans son chapitre XV le charge de remplir toutes les fonctions dont il peut être chargé par le Conseil de sécurité, l'Assemblée générale, le Conseil économique et social ou tout autre organe de l'ONU.
En tant que plus haut fonctionnaire de l'ONU, il peut utiliser son indépendance pour empêcher l'apparition, l'aggravation ou l'extension de tout conflit pouvant mettre en péril le maintien de la paix ou du respect du droit international, notamment en attirant l'attention du Conseil de sécurité.

## Candidats
| Liste des candidats | Liste des candidats  | Liste des candidats | Liste des candidats | Liste des candidats | Liste des candidats                                   | Liste des candidats |
| Image               | Nom                  | Postes | Nomination par      | Date de nomination  | Groupe régional                                       | Soutien             |
| ------------------- | -------------------- | --- | ------------------- | ------------------- | ----------------------------------------------------- | ------------------- |
|                     | Irina Bokova         | Directrice générale de l'UNESCO depuis 2009 Ministre des Affaires étrangères de 1996 à 1997 | Bulgarie            | 11 février 2016     | Groupe des États d’Europe orientale                   | Bulgarie            |
|                     | Helen Clark          | Première ministre de Nouvelle-Zélande de 1999 à 2008 Administratrice du Programme des Nations unies pour le développement depuis 2009                                                                                      | Nouvelle-Zélande    | 5 avril 2016        | Groupe des États d'Europe occidentale et autres États | Nouvelle-Zélande    |
|                     | Christiana Figueres  | Secrétaire exécutive de la Convention-cadre des Nations unies sur les changements climatiques de 2010 à 2016 | Costa Rica          | 7 juillet 2016      | Groupe des États d’Amérique latine et des Caraïbes    | Costa Rica          |
|                     | Natalia Gherman      | Vice-première ministre et ministre des Affaires étrangères de 2013 à 2016 Première ministre par intérim de juin à juillet 2015                                                                                             | Moldavie            | 19 février 2016     | Groupe des États d’Europe orientale                   | Moldavie            |
|                     | António Guterres     | Premier ministre du Portugal de 1995 à 2002 Haut Commissaire des Nations unies pour les Réfugiés de 2005 à 2015 | Portugal            | 29 février 2016     | Groupe des États d'Europe occidentale et autres États | Portugal Cap-Vert   |
|                     | Vuk Jeremić          | Ministre des Affaires étrangères de 2007 à 2012 Président de l'Assemblée générale des Nations unies de 2012 à 2013 | Serbie              | 12 avril 2016       | Groupe des États d’Europe orientale                   | Serbie              |
|                     | Srgjan Kerim         | Ministre des Affaires étrangères de 2000 à 2001 Ambassadeur auprès des Nations unies de 2001 à 2003 Président de l'Assemblée générale des Nations unies de 2007 à 2008                                                     | Macédoine           | 30 décembre 2015    | Groupe des États d’Europe orientale                   | Macédoine           |
|                     | Miroslav Lajčák      | Ministre des Affaires étrangères de 2009 à 2010 et depuis 2012 Vice-président du gouvernement de 2012 à 2016 Haut représentant international en Bosnie-Herzégovine de 2007 à 2009                                          | Slovaquie           | 25 mai 2016         | Groupe des États d’Europe orientale                   | Slovaquie Angola    |
|                     | Igor Lukšić          | Premier ministre monténégrin de 2010 à 2012 Ministre des Affaires étrangères depuis 2012 | Monténégro          | 15 janvier 2016     | Groupe des États d’Europe orientale                   | Monténégro          |
|                     | Susana Malcorra      | Sous-secrétaire général des Nations unies pour l'appui aux missions de 2008 à 2012 Chef de cabinet du secrétaire général des Nations unies de 2012 à 2015 Ministre des Affaires étrangères depuis 2015                     | Argentine           | 23 mai 2016         | Groupe des États d’Amérique latine et des Caraïbes    | Argentine           |
|                     | Vesna Pusić          | Vice-première ministre de 2012 à 2016 Ministre des Affaires étrangères et européennes de 2011 à 2016 Vice-présidente du Parlement depuis 2016                                                                              | Croatie             | 14 janvier 2016     | Groupe des États d’Europe orientale                   | Croatie             |
|                     | Danilo Türk          | Ambassadeur auprès des Nations unies de 1991 à 2000 Secrétaire général adjoint des Nations unies chargé des affaires politiques de 2000 à 2005 Président de la république de Slovénie de 2007 à 2012                       | Slovénie            | 9 février 2016      | Groupe des États d’Europe orientale                   | Slovénie            |
|                     | Kristalina Georgieva | Vice-présidente de la commission européenne chargée du Budget et des Ressources humaines depuis 2014 Commissaire européen à la Coopération internationale, à l'Aide humanitaire et à la Réaction aux crises de 2010 à 2014 | Bulgarie            | 28 septembre 2016   | Groupe des États d’Europe orientale                   | Bulgarie            |

## Candidatures rejetées
| Liste des candidats | Liste des candidats    | Liste des candidats                                                                         | Liste des candidats | Liste des candidats                | Liste des candidats                                                                           | Liste des candidats |
| Image               | Nom                    | Postes                                                                                      | Pays                | Date de déclaration de candidature | Précision de la non validation de candidature                                                 |                     |
| ------------------- | ---------------------- | ------------------------------------------------------------------------------------------- | ------------------- | ---------------------------------- | --------------------------------------------------------------------------------------------- | ------------------- |
|                     | Aminata Dramane Traoré | Ministre de la Culture et Tourisme de 1997 à 2000                                           | Mali                | 1er juin 2016                      | Sa candidature n'a pas été proposée par le gouvernement du Mali.                              |                     |
|                     | Kevin Rudd             | Premier ministre de 2007 à 2010 et en 2013 Ministre des Affaires étrangères de 2010 à 2012. | Australie           | avril 2016                         | Sa candidature a été rejetée par le gouvernement australien qui n'a pas souhaité le soutenir. |                     |

## Résultats
À chaque tour de scrutin, les quinze représentants du Conseil de sécurité des Nations unies (les cinq membres permanents, Chine, États-Unis, France, Royaume-Uni, et Russie et les dix membres non permanents, Angola, Égypte, Espagne, Japon, Malaisie, Nouvelle-Zélande, Sénégal, Ukraine, Uruguay et Venezuela) doivent prendre part au vote. Chaque ambassadeur doit assigner à chaque candidat une des trois mentions « encourage », « décourage » ou « sans opinion »,.
| *  | Le candidat a reçu au moins un « découragement » d'un pays membre permanent. |
| ** | Le candidat a reçu au moins un « encouragement » d'un pays membre permanent. |

### 1ertour
Ce premier tour voit le Portugais António Guterres arriver en tête suivi de peu par Danilo Türk.
| Candidats           | Vote des représentants       | Vote des représentants       | Vote des représentants       |
| Candidats           | Premier tour 21 juillet 2016 | Premier tour 21 juillet 2016 | Premier tour 21 juillet 2016 |
| Candidats           | Encouragement                | Découragement                | Sans opinion                 |
| ------------------- | ---------------------------- | ---------------------------- | ---------------------------- |
| António Guterres    | 12**                         | 0                            | 3                            |
| Danilo Türk         | 11**                         | 2                            | 2                            |
| Irina Bokova        | 9                            | 4                            | 2                            |
| Vuk Jeremić         | 9                            | 5                            | 1                            |
| Srgjan Kerim        | 9                            | 5                            | 1                            |
| Helen Clark         | 8                            | 5                            | 2                            |
| Miroslav Lajčák     | 7                            | 3                            | 5                            |
| Susana Malcorra     | 7                            | 4                            | 4                            |
| Christiana Figueres | 5                            | 5                            | 5                            |
| Natalia Gherman     | 4                            | 4                            | 7                            |
| Igor Lukšić         | 3                            | 7                            | 5                            |
| Vesna Pusić         | 2                            | 11*                          | 2                            |

### 2etour
Pour ce second tour, l'ancienne ministre croate Vesna Pusić s'est retirée.
Après le vote qui a lieu le 5 août, l'ancien Premier ministre portugais António Guterres reste toujours en tête mais son score est moins bon qu'au premier tour. Il devance désormais le Serbe Vuk Jeremić et Susana Malcorra. L'ancien président slovène Danilo Turk, qui talonnait Guterres après le premier vote, est relégué à la quatrième place.
| Candidats           | Vote des représentants  | Vote des représentants  | Vote des représentants  |
| Candidats           | Second tour 5 août 2016 | Second tour 5 août 2016 | Second tour 5 août 2016 |
| Candidats           | Encouragement           | Découragement           | Sans opinion            |
| ------------------- | ----------------------- | ----------------------- | ----------------------- |
| António Guterres    | 11**                    | 2                       | 2                       |
| Vuk Jeremić         | 8                       | 4                       | 3                       |
| Susana Malcorra     | 8                       | 6                       | 1                       |
| Danilo Türk         | 7                       | 5                       | 3                       |
| Irina Bokova        | 7                       | 7                       | 1                       |
| Srgjan Kerim        | 6                       | 7                       | 2                       |
| Helen Clark         | 6                       | 8                       | 1                       |
| Christiana Figueres | 5                       | 8                       | 2                       |
| Natalia Gherman     | 3                       | 10                      | 2                       |
| Miroslav Lajčák     | 2                       | 6                       | 7                       |
| Igor Lukšić         | 2                       | 9                       | 4                       |

### 3etour
Pour ce troisième tour, l'ancien premier ministre du Monténégro Igor Lukšić s'est retiré.
Après le vote, l'ancien Premier ministre portugais António Guterres reste toujours en tête malgré un score moins bon qu'aux deux premiers tours. Il devance le Slovaque Miroslav Lajčák qui recueille 9 encouragements contre 2 au second tour et le Serbe Vuk Jeremić et Irina Bokova à égalité à la troisième place avec 7 encouragements.
| Candidats           | Vote des représentants      | Vote des représentants      | Vote des représentants      |
| Candidats           | Troisième tour 29 août 2016 | Troisième tour 29 août 2016 | Troisième tour 29 août 2016 |
| Candidats           | Encouragement               | Découragement               | Sans opinion                |
| ------------------- | --------------------------- | --------------------------- | --------------------------- |
| António Guterres    | 11**                        | 3                           | 1                           |
| Miroslav Lajčák     | 9                           | 5                           | 1                           |
| Irina Bokova        | 7                           | 5                           | 3                           |
| Vuk Jeremić         | 7                           | 5                           | 3                           |
| Susana Malcorra     | 7                           | 7                           | 1                           |
| Srgjan Kerim        | 6                           | 7                           | 2                           |
| Helen Clark         | 6                           | 8                           | 1                           |
| Danilo Türk         | 5                           | 6                           | 4                           |
| Christiana Figueres | 2                           | 12*                         | 1                           |
| Natalia Gherman     | 2                           | 12*                         | 1                           |

### 4etour
António Guterres devance toujours assez nettement Miroslav Lajčák à l'issue d'un quatrième tour qui ne voit pas de changements significatifs, mis à part la remontée de Vuk Jeremić en troisième position avec neuf voix d'encouragement.
| Candidats           | Vote des représentants          | Vote des représentants          | Vote des représentants          |
| Candidats           | Quatrième tour 9 septembre 2016 | Quatrième tour 9 septembre 2016 | Quatrième tour 9 septembre 2016 |
| Candidats           | Encouragement                   | Découragement                   | Sans opinion                    |
| ------------------- | ------------------------------- | ------------------------------- | ------------------------------- |
| António Guterres    | 12**                            | 2                               | 1                               |
| Miroslav Lajčák     | 10                              | 4                               | 1                               |
| Vuk Jeremić         | 9                               | 4                               | 2                               |
| Srgjan Kerim        | 8                               | 7                               | 0                               |
| Irina Bokova        | 7                               | 5                               | 3                               |
| Danilo Türk         | 7                               | 6                               | 2                               |
| Susana Malcorra     | 7                               | 7                               | 1                               |
| Helen Clark         | 6                               | 7                               | 2                               |
| Christiana Figueres | 5                               | 10                              | 0                               |
| Natalia Gherman     | 3                               | 11*                             | 1                               |

### 5etour
Pour ce cinquième tour, la Costaricaine Christiana Figueres s'est retirée.
Après le vote, António Guterres est toujours en tête avec un résultat identique au tour précédent. Il devance toujours assez nettement Vuk Jeremić et Miroslav Lajčák. Irina Bokova est créditée d'une décevante sixième place. Un score qui pourrait hypothéquer ses chances de rester en lice malgré le soutien russe dont elle bénéficie.
| Candidats        | Vote des représentants           | Vote des représentants           | Vote des représentants           |
| Candidats        | Cinquième tour 26 septembre 2016 | Cinquième tour 26 septembre 2016 | Cinquième tour 26 septembre 2016 |
| Candidats        | Encouragement                    | Découragement                    | Sans opinion                     |
| ---------------- | -------------------------------- | -------------------------------- | -------------------------------- |
| António Guterres | 12**                             | 2                                | 1                                |
| Miroslav Lajčák  | 8                                | 7                                | 0                                |
| Vuk Jeremić      | 8                                | 6                                | 1                                |
| Susana Malcorra  | 7                                | 7                                | 1                                |
| Danilo Türk      | 7                                | 7                                | 1                                |
| Helen Clark      | 6                                | 9                                | 0                                |
| Srgjan Kerim     | 6                                | 9                                | 0                                |
| Irina Bokova     | 6                                | 7                                | 2                                |
| Natalia Gherman  | 3                                | 11*                              | 1                                |

### 6etour
Pour ce 6e tour, les 5 membres permanents du Conseil peuvent utiliser leur véto et ainsi bloquer la nomination d'un candidat, ce qui entraine automatiquement son élimination du processus de vote.
Le 28 septembre, la Bulgarie annonce proposer la candidature de la commissaire européenne Kristalina Gueorguieva au détriment de celle d'Irina Bokova que Sofia soutenait jusqu'à présent
Le Portugais António Guterres est choisi comme nouveau secrétaire général ayant recueilli le plus de suffrages sans véto d'un des 5 membres permanents du Conseil.
| Candidats              | Vote des représentants      | Vote des représentants      | Vote des représentants      |
| Candidats              | Sixième tour 5 octobre 2016 | Sixième tour 5 octobre 2016 | Sixième tour 5 octobre 2016 |
| Candidats              | Encouragement               | Découragement               | Sans opinion                |
| ---------------------- | --------------------------- | --------------------------- | --------------------------- |
| António Guterres       | 13                          | 0                           | 2                           |
| Vuk Jeremić            | 7                           | 6                           | 2                           |
| Miroslav Lajčák        | 7                           | 6                           | 2                           |
| Irina Bokova           | 7                           | 7                           | 1                           |
| Susana Malcorra        | 5                           | 7                           | 3                           |
| Helen Clark            | 6                           | 8                           | 1                           |
| Danilo Türk            | 5                           | 8                           | 2                           |
| Kristalina Gueorguieva | 5                           | 8                           | 2                           |
| Srgjan Kerim           | 5                           | 9                           | 1                           |
| Natalia Gherman        | 3                           | 11                          | 1                           |